# 미니보드
미니보드(MiniBoard)는 개인이 작성중인 전자 게시판 시스템 프로그램이다. PHP 언어로 쓰여졌고, 데이터베이스로는 MySQL을 사용한다. 2006년 5월 13일 최종판이 배포되어 있다.
미니보드는 PHP 기반 게시판중 하나로, 제로보드를 지향하여 개발되어 있으며, 제로보드로부터의 이전성 및 보다 나은 검색 성능, 아바타 등을 포함하여 제로보드에서의 기능 강화를 장점으로 제시하고 있다.